# De gré à gré
L'expression de gré à gré se rencontre dans deux cas de figure : la vente et le marché financier.
La vente de gré à gré qualifie la transmission d'un droit ou d'un bien par l'effet de la libre manifestation des volontés des parties. Autrement dit, elle s'opère sans intermédiaire et s'oppose à la vente forcée (vente publique) ou par adjudication.
Le marché de gré à gré ou hors cote qualifie dans le monde financier — over-the-counter (OTC) en anglais — une transaction conclue directement entre le vendeur et l'acheteur. Il s'oppose à un marché organisé, dans lequel il faut verser une commission à la bourse concernée. Ce genre de transactions a augmenté de façon importante depuis les années 2000 : aux États-Unis, 40 % des actions étaient échangées de gré à gré en 2014, contre 16 % en 2008,. 